# Campeonato Mundial de Atletismo Sub-20 de 2018 - 100 m masculino
Predefinição:Campeonato Mundial de Atletismo Sub-20 de 2018
A prova dos 100 metros masculino do Campeonato Mundial de Atletismo Sub-20 de 2018 ocorreu entre os dias 10 e 11 de julho, no Estádio de Tampere  em Tampere, na Finlândia. 

## Recordes
Antes desta competição, os recordes mundiais e do campeonato nesta prova eram os seguintes:
|     | Nome             | Nacionalidade  | Tempo | Local       | Data                |
| --- | ---------------- | -------------- | ----- | ----------- | ------------------- |
| WJR | Trayvon Bromell  | Estados Unidos | 9.97  | Eugene      | 13 de junho de 2014 |
| CR  | Adam Gemili      | Reino Unido    | 10.05 | Barcelona   | 11 de julho de 2012 |
| WJL | Anthony Schwartz | Estados Unidos | 10.09 | Albuquerque | 2 de junho de 2018  |

## Medalhistas
| Ouro                      | Prata                  | Bronze              |
| Lalu Muhammad Zohri (INA) | Anthony Schwartz (USA) | Eric Harrison (USA) |

## Cronograma
Todos os horários são locais (UTC+2).
| Data        | Hora  | Evento    |
| ----------- | ----- | --------- |
| 10 de julho | 11:50 | Bateria   |
| 11 de julho | 17:50 | Semifinal |
| 11 de julho | 20:05 | Final     |

## Resultados

### Bateria
Qualificação: Os 3 primeiros de cada bateria (Q) e os 6 tempos mais rápidos (q). 
| Posição | Bateria | Atleta               | Nacionalidade            | Tempo | Notas |
| ------- | ------- | -------------------- | ------------------------ | ----- | ----- |
| 1       | 1       | Lalu Muhammad Zohri  | Indonésia                | 10.30 | Q     |
| 2       | 6       | Michael Stephens     | Jamaica                  | 10.30 | Q     |
| 3       | 3       | Chad Miller          | Grã-Bretanha             | 10.33 | Q     |
| 4       | 3       | Michael Bentley      | Jamaica                  | 10.34 | Q     |
| 5       | 6       | Joel Johnson         | Bahamas                  | 10.34 | Q     |
| 6       | 2       | Dominic Ashwell      | Grã-Bretanha             | 10.36 | Q     |
| 7       | 3       | Satoru Fukushima     | Japão                    | 10.37 | Q     |
| 8       | 4       | Eric Harrison        | Estados Unidos           | 10.39 | Q     |
| 9       | 6       | Anthony Schwartz     | Estados Unidos           | 10.40 | Q     |
| 10      | 2       | Jake Doran           | Austrália                | 10.41 | Q     |
| 11      | 3       | Rikkoi Brathwaite    | Ilhas Virgens Britânicas | 10.44 | q     |
| 12      | 4       | Marvin Schulte       | Alemanha                 | 10.44 | Q     |
| 13      | 5       | Samuel Purola        | Finlândia                | 10.47 | Q     |
| 14      | 5       | Henrik Larsson       | Suécia                   | 10.49 | Q     |
| 15      | 1       | Daisuke Miyamoto     | Japão                    | 10.50 | Q     |
| 16      | 5       | Thembo Monareng      | África do Sul            | 10.52 | Q     |
| 17      | 2       | Luis Brandner        | Alemanha                 | 10.52 | Q     |
| 18      | 2       | Gal Arad             | Israel                   | 10.56 | q     |
| 19      | 6       | Tyrell Edwards       | Trindade e Tobago        | 10.57 | q     |
| 20      | 6       | Lorenzo Paissan      | Itália                   | 10.57 | q     |
| 21      | 3       | Sergio López         | Espanha                  | 10.59 | q     |
| 22      | 2       | Vasyl Makukh         | Ucrânia                  | 10.62 | q'    |
| 23      | 5       | Shin Min-kyu         | Coreia do Sul            | 10.62 |       |
| 24      | 4       | Riku Illukka         | Finlândia                | 10.65 | Q     |
| 25      | 1       | Isayah Boers         | Países Baixos            | 10.66 | Q     |
| 26      | 4       | Joshua Azzopardi     | Austrália                | 10.66 |       |
| 27      | 1       | Joan Martínez        | Espanha                  | 10.67 |       |
| 28      | 2       | Simang'aliso Ndhlovu | Zâmbia                   | 10.68 |       |
| 29      | 1       | Timothy Frederick    | Trindade e Tobago        | 10.69 |       |
| 30      | 3       | Thando Dlodlo        | África do Sul            | 10.70 |       |
| 31      | 1       | Adrian Curry         | Bahamas                  | 10.70 |       |
| 32      | 5       | Jeremy Estrada       | Porto Rico               | 10.75 |       |
| 33      | 5       | Štepán Hampl         | Chéquia                  | 10.78 |       |
| 34      | 6       | Danelson Mahautiere  | Domínica                 | 10.79 |       |
| 35      | 6       | Antonio Ivanov       | Bulgária                 | 10.84 |       |
| 36      | 3       | Mateo Vargas         | Paraguai                 | 10.89 |       |
| 37      | 2       | Gerom Samael Solis   | Honduras                 | 10.94 |       |
| 38      | 5       | Jonah Harris         | Nauru                    | 11.11 |       |
| 39      | 2       | Tevita Potesio Pone  | Tonga                    | 11.16 |       |
| 40      | 4       | Moutasim Al Shekaili | Omã                      | 11.19 |       |
| 41      | 1       | Rahmie Sharif        | Jordânia                 | 11.33 |       |
| 42      | 5       | Manoka John          | Papua-Nova Guiné         | 11.52 |       |
| 43      | 6       | Jojo Iav             | Vanuatu                  | 11.63 |       |
| 44      | 1       | Joseph Aguon         | Guam                     | 11.69 |       |
| 45      | 4       | Mipham Yoezer Gurung | Butão                    | 12.05 |       |
| 46      | 3       | Shirgeldi Utomyshov  | Turquemenistão           | 13.07 |       |
| 47      | 4       | Abdu Ahmed Marzouq   | Arábia Saudita           | DSQ   |       |
| 48      | 4       | Enoch Adegoke        | Nigéria                  | DNS   |       |

### Semifinal
Qualificação: Os 2 primeiros de cada bateria (Q) e os 2 tempos mais rápidos (q). 
| Posição | Bateria | Atleta              | Nacionalidade            | Tempo | Notas                |
| ------- | ------- | ------------------- | ------------------------ | ----- | -------------------- |
| 1       | 1       | Anthony Schwartz    | Estados Unidos           | 10.19 | Q                    |
| 2       | 2       | Henrik Larsson      | Suécia                   | 10.22 | Q, NJR               |
| 3       | 2       | Michael Stephens    | Jamaica                  | 10.22 | Q,                   |
| 4       | 1       | Lalu Muhammad Zohri | Indonésia                | 10.24 | Q, NJR               |
| 5       | 2       | Dominic Ashwell     | Grã-Bretanha             | 10.28 | q,                   |
| 6       | 1       | Daisuke Miyamoto    | Japão                    | 10.33 | q                    |
| 7       | 2       | Satoru Fukushima    | Japão                    | 10.33 | Recorde pessoal      |
| 8       | 3       | Eric Harrison       | Estados Unidos           | 10.36 | Q                    |
| 9       | 3       | Thembo Monareng     | África do Sul            | 10.36 | Q                    |
| 10      | 3       | Chad Miller         | Grã-Bretanha             | 10.38 |                      |
| 11      | 1       | Rikkoi Brathwaite   | Ilhas Virgens Britânicas | 10.44 | Recorde da temporada |
| 12      | 3       | Jake Doran          | Austrália                | 10.47 |                      |
| 13      | 2       | Gal Arad            | Israel                   | 10.53 |                      |
| 14      | 2       | Sergio López        | Espanha                  | 10.53 | Recorde da temporada |
| 15      | 2       | Luis Brandner       | Alemanha                 | 10.54 |                      |
| 16      | 1       | Isayah Boers        | Países Baixos            | 10.55 |                      |
| 17      | 3       | Tyrell Edwards      | Trindade e Tobago        | 10.55 |                      |
| 18      | 3       | Riku Illukka        | Finlândia                | 10.67 |                      |
| 19      | 3       | Lorenzo Paissan     | Itália                   | 10.73 |                      |
|         | 1       | Vasyl Makukh        | Ucrânia                  | DNF   |                      |
|         | 3       | Marvin Schulte      | Alemanha                 | DSQ   |                      |
|         | 1       | Samuel Purola       | Finlândia                | DNS   |                      |
|         | 1       | Michael Bentley     | Jamaica                  | DNS   |                      |
|         | 2       | Joel Johnson        | Bahamas                  | DNS   |                      |

### Final
A prova final foi realizada no dia 11 de julho às 20:05. 
| Posição           | Raia | Atleta              | Nacionalidade  | Tempo       | Notas           |
| ----------------- | ---- | ------------------- | -------------- | ----------- | --------------- |
| Medalha de ouro   | 8    | Lalu Muhammad Zohri | Indonésia      | 10.18       | NJR             |
| Medalha de prata  | 6    | Anthony Schwartz    | Estados Unidos | 10.22(.211) |                 |
| Medalha de bronze | 4    | Eric Harrison       | Estados Unidos | 10.22(.220) | Recorde pessoal |
| 4                 | 7    | Thembo Monareng     | África do Sul  | 10.23       |                 |
| 5                 | 1    | Dominic Ashwell     | Grã-Bretanha   | 10.25       | Recorde pessoal |
| 6                 | 5    | Henrik Larsson      | Suécia         | 10.28       |                 |
| 7                 | 3    | Michael Stephens    | Jamaica        | 10.31       |                 |
| 8                 | 2    | Daisuke Miyamoto    | Japão          | 10.43       |                 |

Legenda
| Recorde mundial       | Recorde mundial (World record)               |                       | Recorde africano                      | Recorde africano (African) |                                           | Q | Classificado por posição (Qualified) |
| Recorde do campeonato | Recorde do campeonato (Championship record)  | Recorde da América    | Recorde da América (Americas)         | q                          | Classificado por melhor tempo (Qualified) |   |                                      |
| Melhor marca do ano   | Melhor marca do ano (World leading)          | Recorde asiático      | Recorde asiático (Asian)              | DNS                        | Não largou (Did not start)                |   |                                      |
| Recorde nacional      | Recorde nacional (National record)           | Recorde europeu       | Recorde europeu (European)            | DNF                        | Não terminou (Did not finish)             |   |                                      |
| Recorde pessoal       | Recorde pessoal do atleta (Personal best)    | Recorde da Oceania    | Recorde da Oceania (Oceania)          | DSQ / DQ                   | Desclassificado (Disqualified)            |   |                                      |
| Recorde da temporada  | Recorde da temporada do atleta (Season best) | Recorde sul-americano | Recorde sul-americano (South America) | NM                         | Sem marca (No mark)                       |   |                                      |